# 에우제니우 코치우크
에우제니우 코치우크(루마니아어: Eugeniu Cociuc, 1993년 5월 11일 ~ )는 몰도바의 축구 선수이다. 포지션은 미드필더이며, 현재 아르메니아 프리미어리그의 퓨니크에서 활동하고 있다.

## 경력

### 클럽
코치우크는 2017-18 시즌이 끝날 때, 사바일에서 임대 6개월 후, 질리나로 돌아왔다.
2018년 8월 22일, 코치우크는 아제르바이잔 프리미어리그의 사바일과 계약을 맺었다.
2020년 1월 15일, 사바일을 떠난 후,코치우크는 2020년 1월 28일, 사바흐와 18개월 계약을 체결했다. 코치우크는 2020년 1월 28일, 코치우크는 클럽에서 12경기를 뛰고 2020년 12월 29일 상호 동의하에 사바흐를 떠났다. 코치우크는 2021년 2월 9일, 케슐레와 계약했다.
2022년 1월 24일, 코치우크는 퓨니크와 계약했다.

## 명예

### 퓨니크
- 아르메니아 프리미어리그: 2021-22

### MŠK 질리나
- 포르투나 리가: 우승: 2016-17